# Pailebot

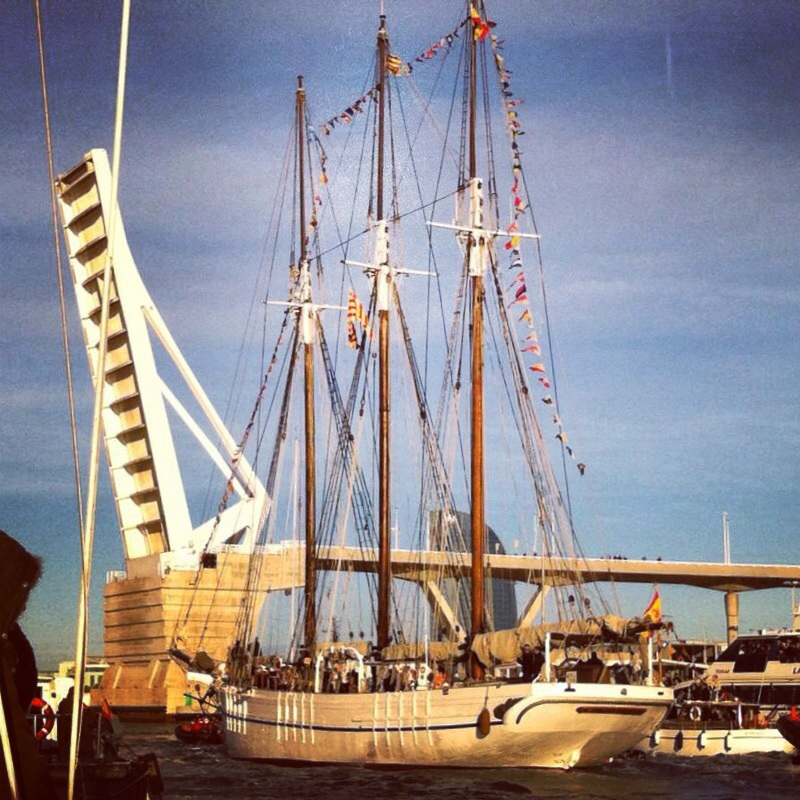
Pailebot Santa Eulàlia entrando en el Puerto de Barcelona (2014).

Un pailebot o pailebote es una goleta pequeña sin gavias, muy rasa y fina usada en el Mediterráneo occidental entre los siglos XIX y XX (en francés, pailebot; en inglés, pilot's boat). Es un tipo de embarcación de vela que ha tenido diversos usos, como barco mercante o de pesca.

## Etimología
Voz tomada de la denominación inglesa pilot's boat, que significa ‘bote del piloto’ o ‘del práctico’, ya que por su velocidad y maniobrabilidad fue utilizado por los prácticos de los puertos ingleses durante la segunda mitad del siglo XIX.

## Descripción
Su aparejo es similar al de las goletas, pues también consta de dos o más mástiles sin cruzar aparejados con velas cangrejas o bermudianas en todos sus mástiles. Su diseño le permite alcanzar un máximo de velocidad.